# El Barranquillazo
El Barranquillazo est une tentative de putsch initiée en Colombie par les partisans du général Ramón González Valencia le 4 juillet 1909 à Barranquilla contre Jorge Holguín qui assure l'intérim, en tant que premier désigné présidentiel, après la renonciation de Rafael Reyes à la présidence.

## Contexte
Dès le 14 juin 1909, après la renonciation de Rafael Reyes à la présidence, le premier désigné présidentiel, Jorge Holguín, assure l'intérim. Cependant, l'ex vice-président Ramón González Valencia, qui a été élu à ce poste en 1904, demande à appliquer ses droits constitutionnels selon lesquels il doit remplacer le président durant son absence temporaire ou permanente, ce que refuse logiquement Holguín, González Valencia ayant démissionné en 1905. Les partisans de González Valencia décident alors d'attenter un coup d'état militaire. 

## Le  soulèvement armé
Le 4 juillet, le général Daniel Ortiz, qui est à la tête du mouvement révolutionnaire, provoque un soulèvement à Barranquilla, appelé « El Barranquillazo ». Après six jours de conflit, la tentative de subversion échoue.

## Conséquences
Malgré l'échec de son action, González Valencia sera finalement soutenu par les républicains dans sa candidature pour terminer le mandat présidentiel de Reyes qui prend fin le 7 août 1910 et sera élu, grâce au Congrès, à ce poste dont il prendra possession dès le 4 août 1909.
Le soulèvement armé du 4 juillet, suivi par d'autres révoltes incite Reyes à renoncer officiellement à la présidence le 27 juillet 1909. Les anciens départements avant les réformes de Reyes sont restaurés via le décret 340 du 16 avril 1910 mais, le 17 mai de la même année, les représentants de Barranquilla à l'assemblée nationale présentent un projet de rétablissement territorial qui est approuvé, permettant au département de l'Atlanticó d'être inauguré pour la deuxième fois le 7 août 1910. Barranquilla en redevient alors la capitale.